# Crucifixión de San Pedro (Miguel Ángel)
La Crucifixión de San Pedro (en italiano, Crocifissione di San Pietro) es un fresco del pintor renacentista italiano Miguel Ángel. Fue ejecutado entre 1546 y 1550 en la pared de la Capilla Paulina del Palacio Apostólico, en la Ciudad del Vaticano. Es un fresco que mide 6,25 metros de alto y 6,62 metros de ancho. Hace pareja con La conversión de San Pablo y es el último fresco ejecutado por Miguel Ángel.
El artista retrató a San Pedro en el momento en que, colocado al revés en la cruz, esta era alzada por los soldados romanos. Miguel Ángel concentró su atención en la descripción del dolor y del sufrimiento. Las caras de la gente presente están contraídas en una mueca de horror, y varios de los espectadores parece que van a morir.
Entre los jinetes a la izquierda, se ha reconocido un autorretrato del propio Miguel Ángel, con motivo de una reciente restauración.
Comparado con La conversión de San Pablo, este mural muestra un esquema algo más mesurado y tradicional, que algunos historiadores explican por las críticas que aquel recibió. Bien por dichas objeciones o por otras causas, Miguel Ángel no volvió a pintar después de este trabajo.